# Seznam japonskih letalonosilk
Seznam japonskih letalonosilk.

## Letalske križarke
- Wakimiya
- Notoro
- Tsurumi
- Kamori

### Letalske križarke druge svetovne vojne
- Nisshin
- Mizuho
- Akitshushima

## Medvojne japonske letalonosilke
- Hosho
- Akagi
- Kaga
- Ise
- Hyuga
- Ubuki
- Ryujo
- Soryu
- Hiryu

## Japonske letalonosilke v 2. svetovni vojni

### Razred Akitsu Maru
- Akitsu Maru
- Nigitsu Maru
- Kumano Maru
- Yamashiro Maru
- Shimane Maru
- Otakisan Maru
- Chigusa Maru

- Zuiho
- Shoho
- Ryuho
- Hiyo
- Junyo
- Shokaku
- Taiho
- Chitose
- Mizuho
- Nisshin
- Shinano
- Unryu
- Ubuki
- Taiyo
- Shinyo
- Kaiyo

## Podmornice letalonosilke
Japonci so med 2. svetovno vojno načrtovali 18 podmornic letalonosilk. Te so bile klasificirane kot razred I-400 s skupno 18 primerki, od katerih sta bili izdelani le 2. V hangarju v podmorniškem stolpu sta nosili Aichi M6A1. Ta je služil kot izvidnik ali letalo za samoobrambo pred letalskimi napadi.
- I-400
- I-401
- I-402
- I-403
- I-404
- I-405
- I-406
- I-407
- I-408
- I-409
- I-410
- I-411
- I-412
- I-413
- I-414
- I-415
- I-416
- I-417